# Люси, Томас, 2-й барон Люси
Томас де Люси (англ. Thomas de Lucy; умер 5 декабря 1365, Лондон, Королевство Англия) — английский аристократ, 2-й барон Люси с 1343 года.

## Биография
Томас де Люси был старшим сыном Энтони де Люси, 1-го барона де Люси, и его жены Элизабет. Ещё при жизни отца, в 1342 году, его вызывали в парламент как лорда, а в 1343 году он унаследовал семейные владения и титул. Томас участвовал в боевых действиях во Фландрии на первом этапе Столетней войны, нёс службу на шотландской границе и сражался при Невиллс-Кроссе в 1346 году.
В ноябре 1329 года де Люси женился на Маргарет Мултон, дочери Джона де Мултона, 2-го барона Мултона. В этом браке родились:
- Энтони (1341—1368)[1];
- Реджинальд (умер до 1369)[2];
- Матильда (1343/45—1398), жена 1) Гилберта де Умфравиля, 3-го графа Ангуса и барона Кайма, 2) Генри Перси, 4-го барона Перси из Алника и 1-го графа Нортумберленда[3][4].